# Heidi Andreasen
Pour les articles homonymes, voir Andreasen.
Heidi Andreasen (née le 18 décembre 1985) est une nageuse féroïenne. 

## Carrière
Elle a représenté son pays aux Jeux paralympiques d'été de 2000, ou elle a remporté trois médailles d'argent, et à ceux de 2004, ou elle a remporté une médaille de bronze.